# LÉ Niamh (P52)
LÉ Niamh (P52) je hlídková loď třídy Róisín irského námořnictva. Domovskou základnou plavidla je ostrov Haulbowline v hrabství Cork.

## Stavba

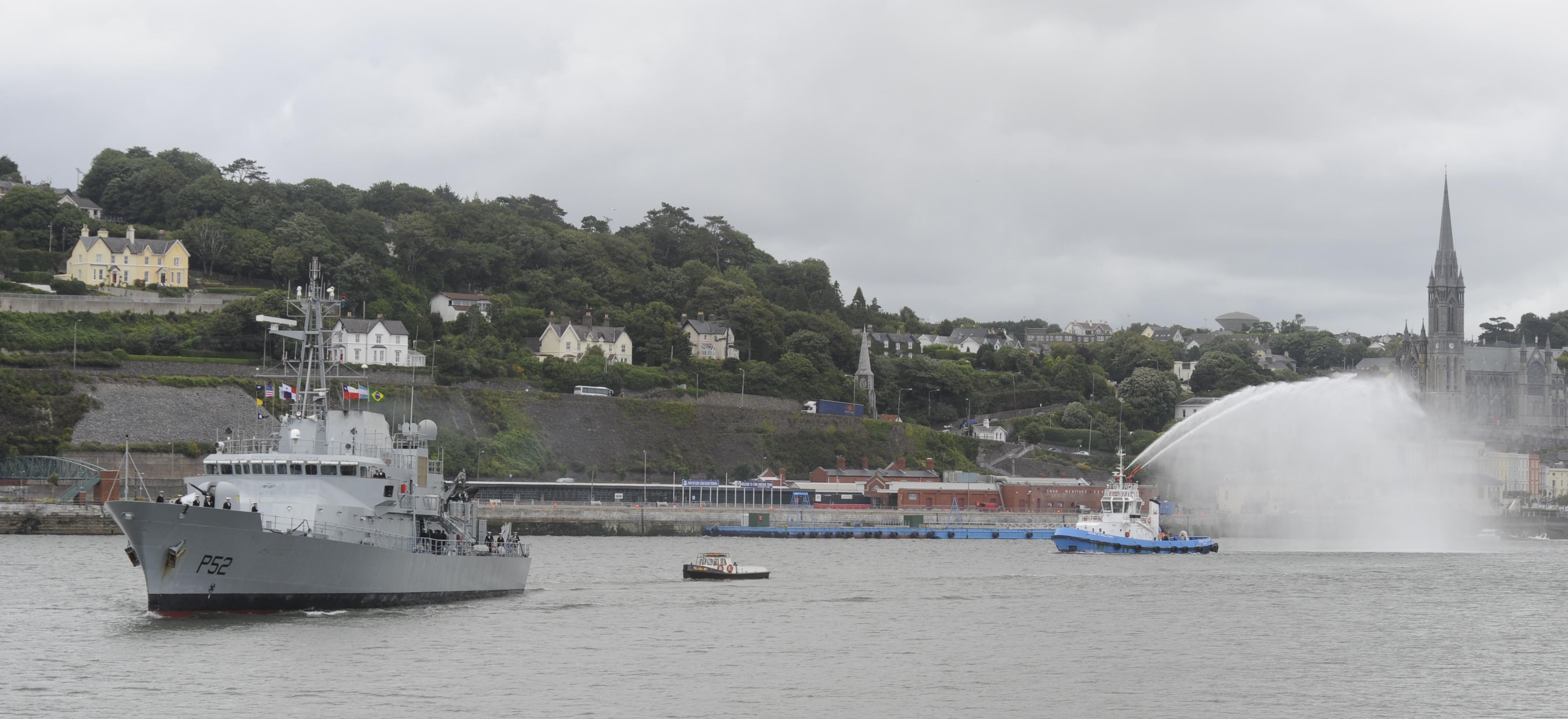
LÉ Niamh (P52)

Plavidlo postavila anglická loděnice Appledore Shipbuilders v Appledore v Devonu. Objednáno bylo v dubnu 2000. Byla spuštěna na vodu 10. února 2001 a do služby vstoupila 18. září 2001.

## Konstrukce
Výzbroj tvoří jeden 76mm kanón OTO Melara Compact, dva 20mm kanóny Rheinmetall Rh 202 a dva 12,7mm kulomety M2 Browning. Osobní zbraně posádky tvoří pistole ráže 9 mm a kulomety ráže 7,62 mm. Plavidlo nese tři rychlé inspekční čluny RHIB – dva o délce 6,5 m a jeden o délce 5,4 m. Pohonný systém tvoří dva diesely Wärtsilä 16V26, každý o výkonu 6 700 hp, pohánějící prostřednictvím dva převodovek dva lodní šrouby se stavitelnými lopatkami John Crane-Lips. Manévrovací schopnosti zlepšuje příďové dokormidlovací zařízení se stavitelnou lopatkou Brunvoll FU 45 o výkonu 450 hp. Nejvyšší rychlost je 23 uzlů. Dosah je 6 000 námořních mil při rychlosti 15 uzlů.

## Operační služba
V roce 2000 Niamh jako historicky první irská válečná loď podnikla plavbu do Asie, během které oficiálně navštívila Čínu, Japonsko, Korejskou republiku a Malajsii. Plavidlo navštívilo také irské vojáky nasazené v rámci mise OSN v Eritreji. V srpnu 2015 zachránila z vln Středozemního moře 367 uprchlíků, kteří se pokoušeli na lodí proniknout do Evropy.
Od října do prosince 2017 se plavidlo, jako první irská válečná loď, zapojilo do námořní mise EU operace Sophia.